# 465 Alekto
A 465 Alekto (ideiglenes jelöléssel 1901 FW) a Naprendszer kisbolygóövében található aszteroida. Maximilian Franz Joseph Cornelius Wolf fedezte fel 1901. január 13-án.